# Ratpenat suau
El ratpenat suau (Pipistrellus nanulus) és una espècie de ratpenat de la família dels vespertiliònids que es troba a Benín, Burkina Faso, el Camerun, República Centreafricana, República Democràtica del Congo, Costa d'Ivori, Guinea Equatorial, el Gabon, Ghana, Guinea, Kenya, Libèria, Nigèria, Senegal, Sierra Leone i Uganda.